# زادكي
زادكي قرية في المنطقةِ الإداريةِ ل(غمينا سيروك)، ضمن مقاطعةِ Legionowo، Masovian Voivodeship، في محافظة مازوفيا في شرق وسط بولندا، تقع على بعد 6 كيلومترات تقريبا (4 ميل) غرب سيروك 13 كيلومترا (8 ميل) شمال شرق Legionowo، و32 كيلومترا (20 ميل) شمال وارسو.
عدد سكان القرية 130 نسمة.